# Persone di nome Rachel
| Questa pagina contiene informazioni ricavate automaticamente dalle voci biografiche con l'ausilio del template Bio e di un bot. L'aggiornamento è periodico e automatico e ricostruisce completamente la pagina. Se manca una persona in questa lista, sei pregato di non aggiungerla, ma accertati piuttosto che la sua voce biografica contenga il template Bio e che i dati anagrafici siano correttamente compilati. Se il template Bio manca, inseriscilo tu stesso o, in alternativa, metti l'avviso {{tmp\|Bio}} che ne segnala la mancanza. Se i dati riportati sono sbagliati, correggi direttamente la voce biografica; le modifiche saranno visibili in questa lista entro pochi giorni. Per chiarimenti vedi il progetto antroponimi. La lista contiene solo le 148 persone che sono citate nell'enciclopedia e per le quali è stato implementato correttamente il template Bio. Pagina aggiornata al 6 ago 2025. |

Questa è una lista di persone presenti nell'enciclopedia che hanno il nome Rachel, suddivise per attività principale.

## Agenti segrete(1)
- Rachel Dübendorfer, agente segreta polacca (Varsavia, n. 1900 - Berlino, † 1973)

## Allenatrici di calcio(1)
- Rachel Yankey, allenatrice di calcio e ex calciatrice britannica (Londra, n. 1979)

## Attiviste(3)
- Rachel Foster Avery, attivista statunitense (Pittsburgh, n. 1858 - Filadelfia, † 1919)
- Rachel Cliff, attivista statunitense (New Jersey, n. 1806 - Filadelfia, † 1885)
- Rachel Corrie, attivista statunitense (Olympia, n. 1979 - Rafah, † 2003)

## Attrici(48)
- Rachel Ames, attrice statunitense (Portland, n. 1929)
- Annalise Basso, attrice e modella statunitense (Saint Louis, n. 1998)
- Rachel Bilson, attrice statunitense (Los Angeles, n. 1981)
- Rachel Blanchard, attrice canadese (Toronto, n. 1976)
- Rachel Bloom, attrice, comica e sceneggiatrice statunitense (Los Angeles, n. 1987)
- Rachel Boston, attrice statunitense (Chattanooga, n. 1982)
- Rachel Brosnahan, attrice statunitense (Milwaukee, n. 1990)
- Rachel Chagall, attrice statunitense (New York, n. 1952)
- Rachel Covey, attrice statunitense (New York, n. 1998)
- Rachel DiPillo, attrice statunitense (Flint, n. 1991)
- Rachel Dratch, attrice statunitense (Lexington, n. 1966)
- Rachel G. Fox, attrice e cantante statunitense (Lawrenceville, n. 1996)
- Rachel Grant, attrice britannica (Parañaque, n. 1977)
- Rachel Griffiths, attrice australiana (Melbourne, n. 1968)
- Rachel Hilson, attrice statunitense (Baltimora, n. 1995)
- Rachel Holzer, attrice e regista teatrale australiana (Cracovia, n. 1899 - Melbourne, † 1998)
- Rachel House, attrice neozelandese (Auckland, n. 1971)
- Rachel Hurd-Wood, attrice britannica (Londra, n. 1990)
- Rachel Hyde-Harvey, attrice e cantante britannica (Kettering, n. 1987)
- Rachel John, attrice e cantante inglese (Londra, n. 1980)
- Rachel Bay Jones, attrice e cantante statunitense (New York, n. 1969)
- Rachel Keller, attrice statunitense (Los Angeles, n. 1992)
- Rachel Kempson, attrice britannica (Dartmouth, n. 1910 - Millbrook, † 2003)
- Rachel Korine, attrice statunitense (Nashville, n. 1986)
- Rachel Leskovac, attrice e cantante inglese (Bradford, n. 1976)
- Rachel Luttrell, attrice tanzaniana (Lushoto, n. 1971)
- Rachel McAdams, attrice canadese (London, n. 1978)
- Rachel McDowall, attrice inglese (Whiston, n. 1984)
- Rachel Miner, attrice statunitense (New York, n. 1980)
- Rachel Mwanza, attrice della Repubblica Democratica del Congo (Mbuji-Mayi, n. 1997)
- Rachel Nichols, attrice e modella statunitense (Augusta, n. 1980)
- Rachel Roberts, attrice britannica (Llanelli, n. 1927 - Los Angeles, † 1980)
- Rachel Roberts, attrice e modella canadese (Vancouver, n. 1978)
- Rachel Sennott, attrice statunitense (Simsbury, n. 1995)
- Frankie Shaw, attrice, sceneggiatrice e regista statunitense (Boston, n. 1981)
- Rachel Shelley, attrice britannica (Swindon, n. 1969)
- Rachel Shenton, attrice britannica (Stoke-on-Trent, n. 1987)
- Rachel Sibner, attrice statunitense (Los Angeles, n. 1991)
- Rachel Skarsten, attrice canadese (Toronto, n. 1985)
- Rachel Ticotin, attrice statunitense (New York, n. 1958)
- Rachel True, attrice statunitense (New York, n. 1966)
- Rachel Veltri, attrice e modella statunitense (Chicago, n. 1978)
- Rachel Ward, attrice, regista e sceneggiatrice britannica (Chipping Norton, n. 1957)
- Rachel Watson, attrice australiana (Perth, n. 1991)
- Rachel Weisz, attrice e produttrice cinematografica britannica (Londra, n. 1970)
- Rachel Wilson, attrice canadese (Ottawa, n. 1977)
- Rachel York, attrice, cantante e doppiatrice statunitense (Orlando, n. 1971)
- Rachel Zegler, attrice statunitense (Hackensack, n. 2001)

## Attrici pornografiche(5)
- Rachel Ashley, ex attrice pornografica statunitense (Louisville, n. 1964)
- Bree Olson, ex attrice pornografica e attrice statunitense (Houston, n. 1986)
- Chanel Preston, attrice pornografica statunitense (Fairbanks, n. 1985)
- Rachel Roxxx, ex attrice pornografica statunitense (San Antonio, n. 1983)
- Rachel Starr, attrice pornografica statunitense (Burleson, n. 1983)

## Bassisti(1)
- Rachel Bolan, bassista statunitense (Point Pleasant, n. 1964)

## Biologhe(1)
- Rachel Carson, biologa e zoologa statunitense (Springdale, n. 1907 - Silver Spring, † 1964)

## Calciatrici(11)
- Rachel Brown, ex calciatrice inglese (Burnley, n. 1980)
- Rachel Corboz, calciatrice statunitense (Mobile, n. 1996)
- Rachel Corsie, calciatrice scozzese (Aberdeen, n. 1989)
- Rachel Cuschieri, calciatrice maltese (San Ġwann, n. 1992)
- Rachel Daly, calciatrice inglese (Harrogate, n. 1991)
- Rachel Furness, calciatrice nordirlandese (Sunderland, n. 1988)
- Rachel McLauchlan, calciatrice scozzese (Livingston, n. 1997)
- Rachel Rinast, calciatrice svizzera (Bad Segeberg, n. 1991)
- Rachel Rowe, calciatrice gallese (n. 1992)
- Rachel Unitt, ex calciatrice inglese (Walsall, n. 1982)
- Rachel Van Hollebeke, ex calciatrice statunitense (Del Mar, n. 1985)

## Cantanti(4)
- Rachel Chinouriri, cantante britannica (Kingston upon Thames, n. 1998)
- Rachel Stevens, cantante, attrice e personaggio televisivo inglese (Southgate, n. 1978)
- Rachel Sweet, cantante, attrice e sceneggiatrice statunitense (Akron, n. 1962)
- Rachel Tucker, cantante e attrice britannica (Belfast, n. 1981)

## Cantautrici(6)
- Rachel Goswell, cantautrice inglese (Fareham, n. 1971)
- Raye, cantautrice britannica (Tooting, n. 1997)
- Rae Morris, cantautrice britannica (Blackpool, n. 1992)
- Rachel Platten, cantautrice e scrittrice statunitense (Newton, n. 1981)
- Rachel Proctor, cantautrice statunitense (Charleston, n. 1974)
- Raign, cantautrice e produttrice discografica britannica (n. 1983)

## Cestiste(4)
- Rachel Banham, cestista statunitense (Lakeville, n. 1993)
- Rachel Gezesster, ex cestista israeliana (Ramla, n. 1956)
- Rachel Hollivay, cestista statunitense (Columbus, n. 1993)
- Rachel Jarry, cestista australiana (Melbourne, n. 1991)

## Chimiche(1)
- Rachel Fuller Brown, chimica e biochimica statunitense (Springfield, n. 1898 - Albany, † 1980)

## Cicliste su strada(1)
- Rachel Neylan, ciclista su strada australiana (Sydney, n. 1982)

## Compositrici(1)
- Rachel Portman, compositrice britannica (Haslemere, n. 1960)

## Conduttrici televisive(2)
- Rachel Maddow, conduttrice televisiva statunitense (Castro Valley, n. 1973)
- Rachel Riley, conduttrice televisiva britannica (Rochford, n. 1986)

## Danzatrici(1)
- Rachel Brice, ballerina e coreografa statunitense (Seattle, n. 1972)

## Direttrici della fotografia(1)
- Rachel Morrison, direttrice della fotografia statunitense (Cambridge, n. 1978)

## Economiste(1)
- Rachel Reeves, economista e politica inglese (Lewisham, n. 1979)

## Filosofe(1)
- Rachel Bespaloff, filosofa francese (Nova Zagora, n. 1895 - South Hadley, † 1949)

## First lady(2)
- Rachel Ruto, first lady keniota (Kakamega, n. 1968)
- Rachel Jackson, first lady statunitense (Contea di Halifax, n. 1767 - Nashville, † 1828)

## Fumettiste(1)
- Rachel Smythe, fumettista neozelandese

## Funzionarie(1)
- Rachel Levine, funzionaria e medico statunitense (Wakefield, n. 1957)

## Giornaliste(3)
- Rachel Johnson, giornalista, conduttrice televisiva e scrittrice britannica (Londra, n. 1965)
- Rachel Marsden, giornalista canadese (Vancouver, n. 1974)
- Rachel Shabi, giornalista e scrittrice israeliana (Ramat Gan, n. 1973)

## Insegnanti(1)
- Rachel Elior, docente e insegnante israeliana (Gerusalemme, n. 1949)

## Mezzofondiste(1)
- Rachel Cliff, mezzofondista e maratoneta canadese (Vancouver, n. 1988)

## Modelle(5)
- Rachel Hilbert, modella statunitense (Rochester, n. 1995)
- Rachel Hunter, supermodella neozelandese (Glenfield, n. 1969)
- Rachel Legrain-Trapani, modella francese (Saint-Saulve, n. 1988)
- Rachel Peters, modella britannica (Manama, n. 1991)
- Rachel Smith, modella statunitense (Panama, n. 1985)

## Mountain biker(1)
- Rachel Atherton, mountain biker britannica (Wells, n. 1987)

## Nobildonne(1)
- Rachel Wriothesley, nobildonna inglese (Titchfield, n. 1636 - Bloomsbury, † 1723)

## Nuotatrici(3)
- Rachel Bootsma, ex nuotatrice statunitense (Minneapolis, n. 1993)
- Rachel Komisarz, ex nuotatrice statunitense (Warren, n. 1976)
- Rachel Nicol, nuotatrice canadese (Regina, n. 1993)

## Pallanuotiste(1)
- Rachel Fattal, pallanuotista statunitense (Los Alamitos, n. 1993)

## Pallavoliste(3)
- Rachel Fairbanks, pallavolista statunitense (n. 2003)
- Rachel Rourke, pallavolista australiana (Nambour, n. 1988)
- Rachel Sánchez, pallavolista cubana (Pinar del Río, n. 1989)

## Pittrici(2)
- Rachel Baes, pittrice belga (Ixelles, n. 1912 - Bruges, † 1983)
- Rachel Ruysch, pittrice olandese (L'Aia, n. 1664 - † 1750)

## Poetesse(1)
- Rachel Bluwstein, poetessa russa (Saratov, n. 1890 - Tel Aviv, † 1931)

## Politiche(4)
- Rachel Cohen-Kagan, politica israeliana (Odessa, n. 1888 - † 1982)
- Trixie Gardner, politica australiana (Parkes, n. 1927 - Londra, † 2024)
- Marilyn Lloyd, politica statunitense (Fort Smith, n. 1929 - Chattanooga, † 2018)
- Rachel Maclean, politica britannica (Madras, n. 1965)

## Registe(3)
- Rachel Perkins, regista, sceneggiatrice e produttrice cinematografica australiana (Canberra, n. 1970)
- Rachel Szor, regista, sceneggiatrice e direttrice della fotografia israeliana
- Rachel Talalay, regista e produttrice cinematografica statunitense (Chicago, n. 1958)

## Registe teatrali(1)
- Rachel Chavkin, regista teatrale statunitense (Washington, n. 1980)

## Saggiste(1)
- Becky Behar, saggista e superstite dell'Olocausto turca (Belgio, n. 1929 - Milano, † 2009)

## Sceneggiatrici(2)
- Rachel Kondo, sceneggiatrice, produttrice televisiva e scrittrice statunitense (Pukalani)
- Liz Tigelaar, sceneggiatrice, produttrice televisiva e scrittrice statunitense (Dallas, n. 1975)

## Sciatrici alpine(1)
- Rachel Roosevelt, ex sciatrice alpina statunitense (Hartford, n. 1983)

## Scrittrici(10)
- Rachel Auerbach, scrittrice, giornalista e storica polacca (Lanivci, n. 1903 - Tel Aviv, † 1976)
- Rachel Caine, scrittrice statunitense (White Sands Missile Range, n. 1962 - † 2020)
- Rachel Cusk, scrittrice inglese (Saskatoon, n. 1967)
- Rachel Joyce, scrittrice britannica (Londra, n. 1962)
- Rachel Klein, scrittrice e giornalista statunitense (n. 1953)
- Rachel Kushner, scrittrice statunitense (Eugene, n. 1968)
- Rachel Pollack, scrittrice e fumettista statunitense (New York, n. 1945 - Rhinebeck, † 2023)
- Rachel Trezise, scrittrice gallese (Cwmparc, n. 1978)
- Rachel Yoder, scrittrice statunitense (Iowa City, n. 1978)
- Rachel de Queiroz, scrittrice, giornalista e drammaturga brasiliana (Fortaleza, n. 1910 - Rio de Janeiro, † 2003)

## Stiliste(1)
- Rachel Zoe, stilista statunitense (New York City, n. 1971)

## Tenniste(2)
- Rachel McQuillan, ex tennista australiana (Newcastle, n. 1971)
- Rachel Viollet, ex tennista britannica (Manchester, n. 1972)

## Teologhe(1)
- Rachel Treweek, teologa e vescovo anglicano inglese (Broxbourne, n. 1963)

## Wrestler(2)
- MsChif, wrestler statunitense (Saint Louis)
- Rachel Summerlyn, wrestler statunitense (Austin, n. 1986)